# 岩間芳樹
岩間 芳樹（いわま よしき、1929年（昭和4年）10月31日 - 1999年（平成11年）6月13日 ）は、日本の脚本家、作詞家。日本放送作家協会理事長。静岡県出身。

## 来歴・人物
静岡県で生まれ、父の転勤で福島県に移る。福島県立福島高等学校を経て、早稲田大学第一文学部に入学するも、学生時代にNHKラジオドラマで脚本家としてデビュー。1952年に中退し脚本家に専念。民放ラジオやテレビ放送が始まるに合わせ脚本家として活躍する。
ドキュメンタリーを得意とし、社会派ドラマを次々と生み出し、『マリコ』（原作柳田邦男・NHK）で第32回芸術選奨放送部門大臣賞、1983年に日仏合作ドラマ『ビゴーを知っていますか』（NHK・アンテンヌ2）でエミー賞国際優秀賞、1993年11月22日放送の『定年、長い余白』（TBS）で第12回向田邦子賞受賞するなど数々の賞を受賞。
1999年公開の映画『鉄道員（ぽっぽや）』（原作浅田次郎）でも脚本を手掛け第23回日本アカデミー賞最優秀脚本賞受賞。ヒットさせるも、同年6月13日に胸部大動脈瘤破裂のため死去。享年69。

## 代表作

### テレビドラマ
- 『黒部の太陽』（1969年 日本テレビ）
- 『天皇の世紀』（1971年 朝日放送）
- 『恋ちりめん』（1973年 日本テレビ）
- 『おしどり右京捕物車』（1974年 朝日放送）
- 『まぼろしのペンフレンド』（1974年 NHK）
- ポーラテレビ小説 『さかなちゃん』（1976年～1977年 TBS）
- 『赤い月』（1977年 NHK）
- ライオン奥様劇場 『妻であること』（1977年 フジテレビ・NMC）
- 連続テレビ小説 『わたしは海』（1978年～1979年 NHK）
- 『水中花』 （1979年 毎日放送）
- 『望郷之星 長谷川テルの青春』（1980年 TBS）- テレビ初の日中合作ドラマ。制作協力 中華人民共和国中央広播事業局。
- 土曜ドラマ『戦後史実録シリーズ　空白の900分』（1980年 NHK）
- 『3年B組貫八先生』 （1982年～1983年 TBS）
- 『あっけらかん』 （1982年 日本テレビ）
- 『オサラバ坂に陽が昇る』 （1983年 TBS）
- 『ニュードキュメンタリードラマ昭和 松本清張事件にせまる』 第5・9・11回（1984年 朝日放送・テレビ朝日）
- 『大江戸神仙伝』 （1985年 日本テレビ）
- 『派閥人事』(1992年TBS)ギャラクシー奨励賞受賞作
- NHK特集『THE DAY その日・1995年日本』（1985年度 NHK） - シミュレーションドラマの脚本を担当。

### 映画
- 『鴎よ、きらめく海を見たか めぐり逢い』(1975年)
- 『植村直己物語』(1986年)
- 『鉄道員（ぽっぽや）』 (1999年)

### 著書
- 『陽はまた昇る』ルック社、1973年。
- 『さかなちゃん』三笠書房、1976年。
- 『北上山系』三笠書房、1977年。
- 『わたしは海』<上> <下> 日本放送出版協会、1978年。
- 『望郷の星 長谷川テルの青春』ティビーエス・ブリタニカ、1980年。
- 『3年B組貫八先生』<1> <2> <3> 集英社文庫、1982年。
- 『植村直己 たった一人の冒険者』ブロンズ新社、1988年7月。ISBN 978-4893090157。
- 『岩間芳樹ドラマ特選集』近代文藝社、1996年1月、ISBN 978-4773347890。
- 『わがドラマ紀行』福島民報社、1997年9月。ISBN 978-4990012342。

### 共著
- NHK取材班、岩間芳樹『ザ・デイ 1 あなたは職場に残れるか』NHK出版、1985年6月。ISBN 978-4140084311。
- NHK取材班、岩間芳樹『ザ・デイ 2 女たちの再出発』NHK出版、1985年7月。ISBN 978-4140084328。
- NHK取材班、岩間芳樹『ザ・デイ 3 あなたの情報がのぞかれる』NHK出版、1985年8月。ISBN 978-4140084335。
- NHK取材班、岩間芳樹『ザ・デイ 4 あなたの老後を誰がみる』NHK出版、1985年12月。ISBN 978-4140084342。
- NHK取材班、岩間芳樹『ザ・デイ 5 あなたの食卓が変わる』NHK出版、1986年2月。ISBN 978-4140084359。
- NHK取材班、岩間芳樹『ザ・デイ 6 カードがあなたを管理する』NHK出版、1986年3月。ISBN 978-4140084366。
- NHK取材班、岩間芳樹『ザ・デイ 7 若者はどう変わる』NHK出版、1986年5月。ISBN 978-4140084373。
- NHK取材班、岩間芳樹『ザ・デイ 8 医療はどこまですすむ』NHK出版、1986年6月。ISBN 978-4140084380。
- NHK取材班、岩間芳樹『ザ・デイ 9 新国際人時代』NHK出版、1986年7月。ISBN 978-4140084397。

### 作詞
- 明るいなかま (作曲／廣瀬量平）1962年 NHK教育
- 合唱組曲「海の詩」（作曲／廣瀬量平） - 第1曲「海はなかった」は、第42回NHK全国学校音楽コンクール高等学校の部課題曲。
- 冬・風蓮湖（作曲／高田三郎） - 第46回NHK全国学校音楽コンクール高等学校の部課題曲。
- 聞こえる（作曲／新実徳英） - 第58回NHK全国学校音楽コンクール高等学校の部課題曲。